# 84. pehotni polk (Avstro-Ogrska)
Za druge 84. polke glejte 84. polk.
84. pehotni polk (izvirno nemško Infanterie-Regiment Nr. 84; dobesedno slovensko: Pehotni polk št. 84) je bil pehotni polk k.u.k. Heera.

## Poimenovanje
- Niederösterreichisches Infanterie Regiment »von Bolfras« Nr. 84
- Infanterie Regiment Nr. 84 (1915 - 1918)

## Zgodovina
Polk je bil ustanovljen leta 1883. 

### Prva svetovna vojna
Polkovna narodnostna sestava leta 1914 je bila sledeča: 97% Nemcev in 3% drugih. Naborni okraj polka je bil na Dunaju, pri čemer so bile polkovne enote garnizirane sledeče: Krems (štab, II. in III. bataljon), Dunaj (I. bataljon) in Sarajevo (IV. bataljon).
Med prvo svetovno vojno se je polk bojeval tudi na soški fronti.
V sklopu t. i. Conradovih reform leta 1918 (od junija naprej) je bilo znižano število polkovnih bataljonov na 3.

## Organizacija
1918 (po reformi)
- 1. bataljon
- 2. bataljon
- 3. bataljon

## Poveljniki polka
- 1908: Konrad Essler[6]
- 1914: Viktor Severus von Laubenfels[1]